# Cortinarius aleuriosmus
Cortinarius aleuriosmus är en svampart som beskrevs av Maire 1910. Cortinarius aleuriosmus ingår i släktet Cortinarius och familjen spindlingar.  Artens status i Sverige är: Ej påträffad. Inga underarter finns listade i Catalogue of Life.
I den svenska databasen Dyntaxa används istället namnet Cortinarius caroviolaceus för samma taxon.  Arten har ej påträffats i Sverige.